# Nguyễn Trần Phước An
Nguyễn Trần Phước An (グエン・トラン・フォク・アン, 阮陳福安, sinh ngày 24 tháng 4 năm 1985) là một cựu cầu thủ bóng chày không chuyên người Việt tại Nhật Bản.

## Xuất thân
Phước An sinh ra tại thành phố Omura, tỉnh Nagasaki, trong một gia đình người Việt Nam tị nạn từ năm 1984. Cha anh, một cựu cảnh sát Việt Nam Cộng hòa, làm việc trong một nhà máy sản xuất đồ da.
Anh bắt đầu chơi bóng chày từ năm lớp 5, cho một đội bóng chày mềm, trước khi gia nhập đội bóng của trường trung học cơ sở Thành phố Himeji Toko, và 2 lần giành chức vô địch giải trung học cơ sở trong thời gian này.

## Sự nghiệp bóng chày
Phước An trở thành tay ném chủ công ngay từ khi là học sinh năm nhất (lớp 10) tại trường trung học phổ thông Đại học Toyo Himeji. Năm 2001, tại Giải đấu tỉnh Hyogo tranh vé dự Vòng chung kết Đại hội bóng chày Trung học phổ thông toàn Nhật Bản (tức Koshien mùa hè) lần thứ 83, An đã lĩnh xướng giúp Trường THPT Đại học Toyo Himeji đánh bại Sanada Hiroki và Trường THPT Kĩ thuật Himeji tại vòng 1. Sau đó, anh và trường tiếp tục đánh bại Yanase Akihiro và Trường THPT Joshukan tại vòng 2 trước khi để thua trước Terahara Hayato và Trường Trung học Nichinan Gakuen tại vòng 3. Màn trình diễn của Phước An tại giải khi đó trở thành chủ đề nóng trên truyền thông, một phần vì gốc gác thuyền nhân của anh.
Sang năm ba trung học phổ thông (lớp 12), An và đội THPT Đại học Toyo Himeji giành quyền tham dự Đại hội Bóng chày Trung học phổ thông Tuyển chọn lần thứ 75. Tại giải, anh ném thắng không để lọt điểm trước Trường Kĩ thuật Naruto với chủ công Tani Tetsuya và chỉ để lọt 1 hit, rồi vượt qua Shimizu Yasuhiro và Trường Hanasaki Tokuharu để tiến vào bán kết. 
Bản thân Phước An tại vòng tứ kết này đã tung ra 191 cú ném suốt 1 trận hòa 15 hiệp, và 3 hiệp trận tái đấu sau đó. Đây được xem là trận đối đầu giữa các tay ném hay nhất trong lịch sử các giải trung học phổ thông tại Koshien, cho tới lần đối đầu giữa Saito Yūki và Tanaka Masahiro tại chung kết Koshien Mùa hè năm 2006. 
An và THPT Đại học Toyo Himeji sau đó dừng bước tại bán kết trước Trường trung học Koryo với các tài năng chuyên nghiệp Nishimura Kentaro, Shirahama Yūta và Uemoto Hiroki trong đội hình. An kết thúc sự nghiệp bóng chày trung học bằng việc để thua trận chung kết Giải đấu tỉnh Hyogo tranh vé Koshien Mùa hè trước trường Shinko Gakuen cùng năm và được chọn đại diện Nhật Bản thi đấu tại Giải vô địch U-18 Châu Á, nay thuộc giải WBSC U-18 World Cup.
Trong kì tuyển chọn cầu thủ lên chuyên nghiệp năm 2003, Phước An không được chọn, với nguyên nhân được cho là vì An đã bày tỏ ý định không gia nhập đội bóng nào chiêu mộ anh ở vị trí vòng tuyển quá thấp. Thay vào đó, anh quyết định đầu quân cho đội bán chuyên của tập đoàn Toshiba. Phước An bắt đầu được suất thi đấu chính thức thường xuyên từ mùa giải 2006, nhưng tới mùa giải 2010, anh dính chấn thương khuỷu tay và tuyến bố giải nghệ không lâu sau đó rồi tiếp tục làm việc tại Toshiba một thời gian.

## Đời tư
Tên của Phước An được cho là lấy nguồn gốc từ tên quê cha anh tại xã Phước An, huyện Nhơn Trạch, tỉnh Đồng Nai.
Phước An hiện đang làm việc tại một quán bar tại thành phố Kawasaki. Bản thân anh thừa nhận mình không biết tiếng Việt và chưa bao giờ về Việt Nam.